# کینگ سوپرز
کینگ سوپرز (انگلیسی: King Soopers) برند سوپرمارکتی کروگر در ایالات متحده آمریکا است. مقر اصلی آن در دنور واقع شده‌است.